# Cratospila malayensis
Cratospila malayensis är en stekelart som först beskrevs av William Harris Ashmead 1905.  Cratospila malayensis ingår i släktet Cratospila och familjen bracksteklar. Inga underarter finns listade i Catalogue of Life.